# Su’ud ibn Fajsal ibn Abd al-Aziz Al Su’ud

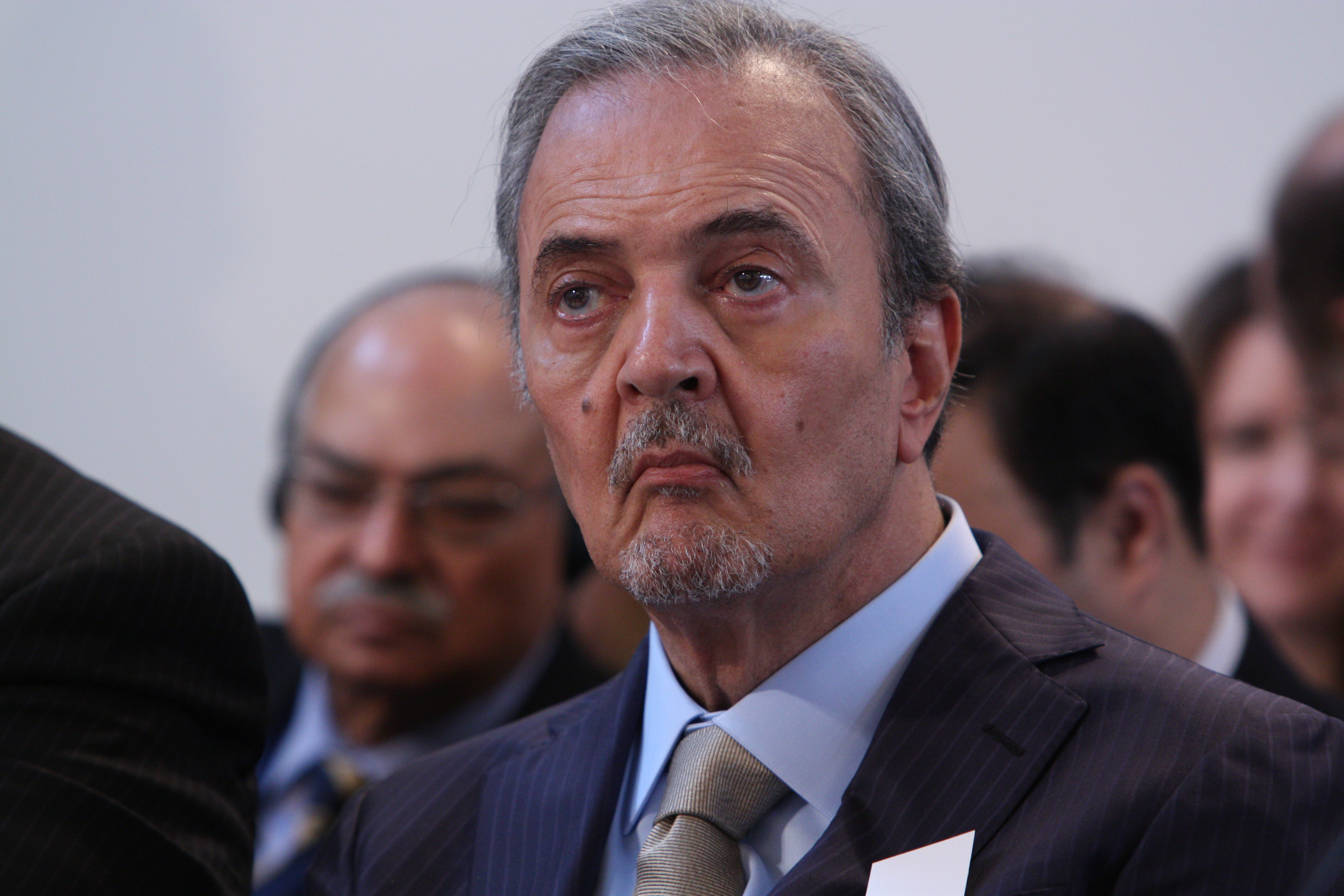
Książę Saud ibn Faisal (2012)

Su’ud ibn Fajsal ibn Abd al-Aziz Al Su’ud, Saud ibn Fajsal, arab. سعود بن فيصل بن عبد العزيز آل سعود (ur. 2 stycznia 1940, zm. 9 lipca 2015) – saudyjski dyplomata i polityk. W latach 1975–2015 pełnił funkcję ministra spraw zagranicznych Arabii Saudyjskiej, będąc jednym z najdłużej sprawującym tego typu urząd na świecie. Był członkiem saudyjskiej rodziny królewskiej (synem króla Fajsala).